# Итальянские войны
Италья́нские во́йны (1494—1559) — серия военных конфликтов между Францией, Испанией и Священной Римской империей с участием других государств Западной Европы (Англия, Шотландия, Швейцария, Венеция, Папская область и итальянские города-государства), а также Османской империи, за обладание Италией и гегемонию в Западной Европе и Средиземноморье.
Возникнув как династический спор за престол Неаполитанского королевства, Итальянские войны быстро превратились в общеевропейский конфликт. С 1520-х годов главной составляющей этого конфликта стала борьба между Францией и Габсбургами за доминирование в Западной Европе. Военные действия проходили, главным образом, на территории Италии, а также в Нидерландах. Политическим итогом войн стал переход Италии под власть Испании, закрепление её раздробленности и оттеснение итальянских государств на периферию европейских международных отношений.

## Предпосылки

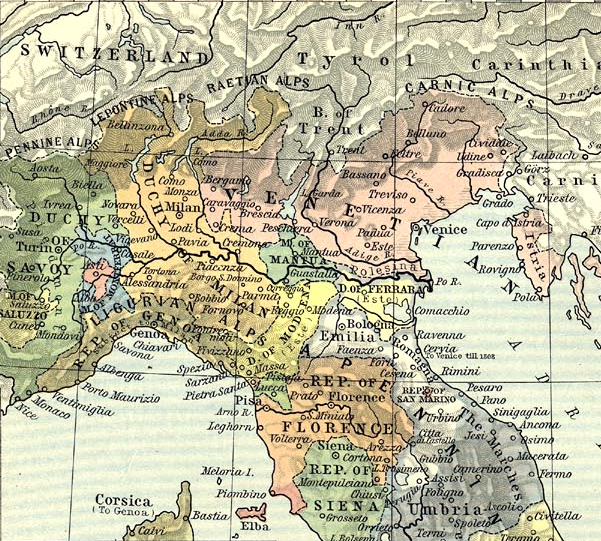
Северная Италия в 1494 году

В 1454 году после серии войн между Венецией, Миланом и Флоренцией за власть в Северной Италии был заключён Лодийский мир, к которому вскоре присоединились папа римский, Неаполитанское королевство и другие итальянские государства. Была образована Итальянская лига, члены которой обязались отказаться от решения конфликтов военной силой и не заключать союзов с третьими государствами. Целью лиги было установление равновесия на Апеннинском полуострове и удержание Франции за пределами Италии. На протяжении тридцати лет лига успешно выполняла свои задачи и, за исключением небольших стычек, в Италии царил мир. Однако в 1490-х годах положение изменилось. В 1492 году скончался Лоренцо Медичи, один из главных архитекторов системы итальянского равновесия, и во Флоренции стал править непопулярный Пьетро II, враждебно относящийся к Милану и пассивный в противостоянии с Францией. В том же году римским папой был избран Александр VI Борджиа, главной целью политики которого стало создание в Средней Италии государства для рода Борджиа. Уже в 1493 году Александр VI вместе с Венецией и Миланом организовал Лигу Святого Марка против Неаполитанского королевства, поддержавшего клан Орсини — главных конкурентов семейства Борджиа в Папской области.

## Начальный период

### Первая итальянская война (1494—1495)

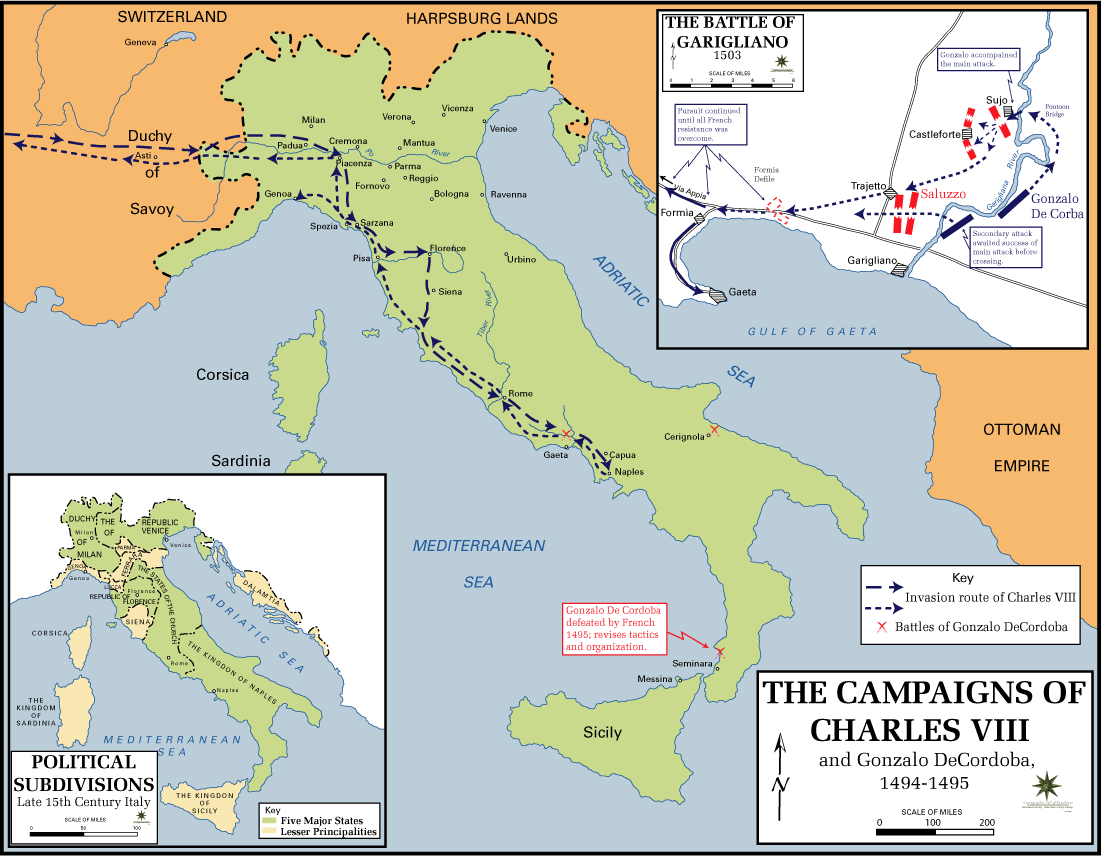
Поход Карла VIII в Италию

После смерти неаполитанского короля Фернандо I в 1494 году претензии на престол Неаполя заявил французский король Карл VIII, приходившийся родственником монархам Анжуйской династии (правившей в Неаполитанском королевстве в 1266—1442 годах). Эти претензии были поддержаны герцогом Миланским Лодовико Моро, а также папой Александром VI, конфликтовавшим с Неаполем. Французские войска вторглись в Италию, подчинили Флоренцию и, практически не встречая сопротивления, в 1495 году заняли Неаполь. Однако против Франции вскоре сложилась Венецианская лига итальянских государств, опасающихся чрезмерного усиления французского влияния на полуострове. К лиге присоединились император Священной Римской империи Максимилиан I и король Арагона Фердинанд II. Под угрозой оказаться отрезанным от Франции и, возможно, из-за распространения сифилиса среди его солдат:9, Карл VIII покинул Неаполь. 6 июля 1495 года французские войска встретились с армией Венецианской лиги в сражении при Форново, и не сумев добиться победы, ушли во Францию. В 1496—1498 годах испанские войска очистили территорию Италии от французских гарнизонов, остававшихся в крепостях, а гарнизон в Неаполе капитулировал. Назначенный Карлом VIII вице-королём Неаполя, герцог Монпансье умер от чумы, а д’Обиньи привёл во Францию остатки французских гарнизонов.
Разгром Неаполитанского королевства вызвал крах баланса сил на Апеннинском полуострове. Между итальянскими государствами начались столкновения, вылившиеся в вооружённые конфликты (война между Флоренцией и Пизой (с 1494 года), борьба между папой и домом Орсини, начало захватов Чезаре Борджиа коммун и сеньорий Средней Италии). С другой стороны, короли Франции также не желали отказываться от своих планов по захвату итальянских территорий.

### Вторая итальянская война (1499—1504)

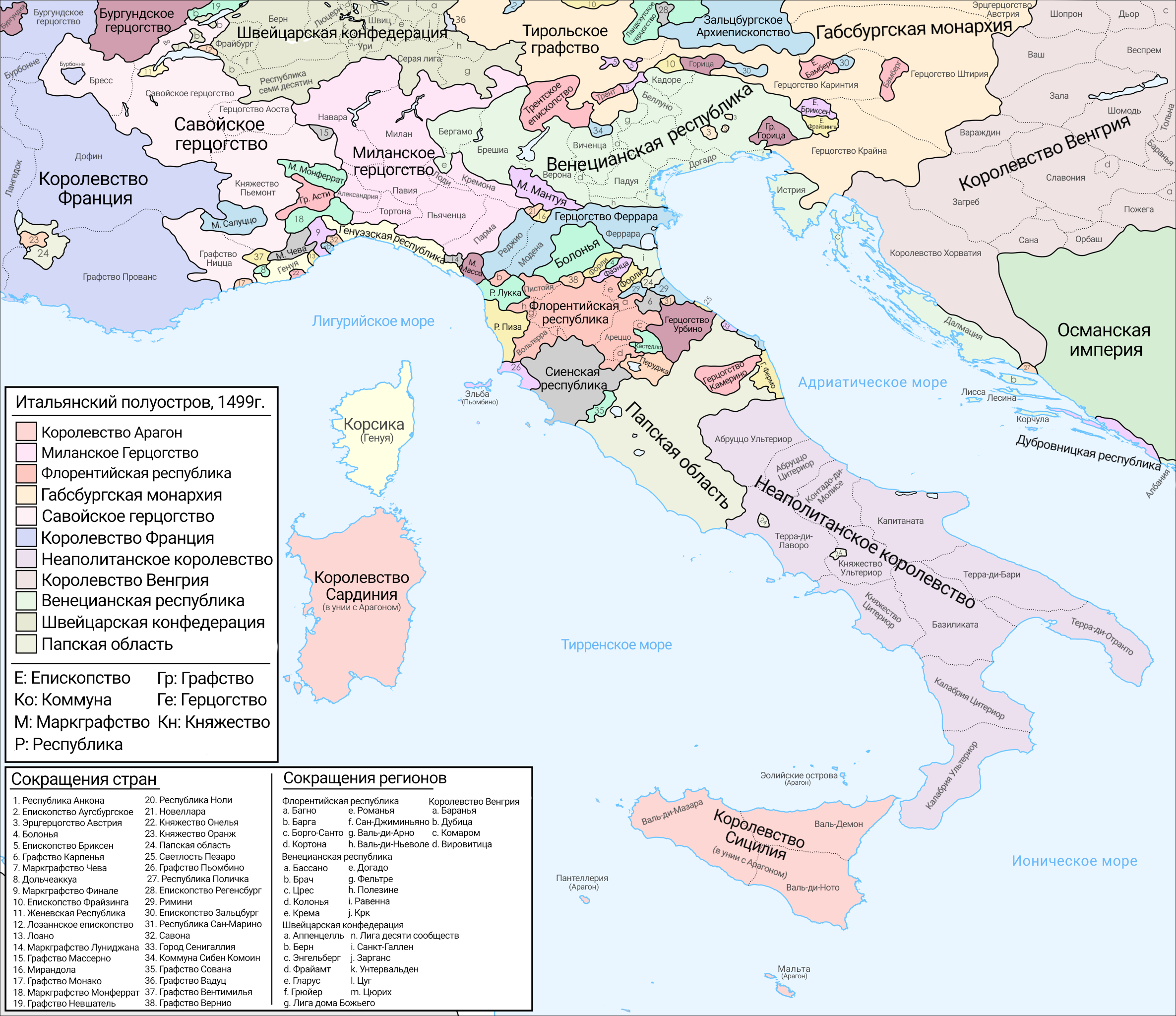
Политическая карта Италии 1499 г.

В 1498 году королём Франции стал Людовик XII, бывший герцог Орлеанский, который как внук Валентины Висконти предъявил претензии на Миланское герцогство. Франция заключила союз с Венецией против Милана и Габсбургов и привлекла на свою сторону Савойю, Флоренцию и папу Александра VI. В июле 1499 года французская армия вторглась в Ломбардию и практически без сопротивления заняла Милан. Герцог Лодовико Моро бежал в Тироль, где с помощью императора Максимилиана I набрал небольшую наёмную армию из швейцарцев и в 1500 году отбил свою столицу. Однако вскоре французы одержали верх над швейцарцами и пленили Лодовико Моро. Ломбардия перешла под власть Франции, а Людовик XII провозгласил себя герцогом Миланским.
Успехи в Северной Италии позволили королю Франции возобновить свои претензии на Неаполь. В 1500 году он заключил Гранадский договор с Фердинандом II Арагонским о разделе Неаполитанского королевства. В 1501 году французские войска вторглись на территорию Неаполя, а испанский экспедиционный корпус высадился в Калабрии. Неаполитанский король Федериго сдался на милость победителей. К 1502 году Южная Италия оказалась разделённой между Францией и Испанией. В то же время Чезаре Борджиа захватил Романью и Урбино, создав централизованное государство в Средней Италии, и вступил в войну с Флоренцией. Однако положение осложнилось конфликтом между Францией и Испанией за ряд областей бывшего Неаполитанского королевства (Базиликата, Абруцци). Бывшие союзники оказались в состоянии войны, успех в которой сопутствовал испанцам. В серии убедительных побед (важнейшей из которых была битва при Гарильяно) испанская армия под командованием Гонсало де Кордовы в 1503 году разгромила французские войска и вынудила их оставить территорию Южной Италии. Одновременно позиции Франции в Средней Италии были подорваны смертью папы Александра VI и вступлением на престол происпански настроенного Юлия II.
Людовик XII был вынужден пойти на переговоры. Согласно Блуаскому миру 1504 года Франция признала Неаполитанское королевство владением Испании, но сохранила за собой Ломбардию и Геную. В результате Южная Италия перешла под власть испанского короля, в Северной сохранилась гегемония Франции, а в Средней Италии была восстановлена власть папы римского.

## Обострение конфликта

### Война Камбрейской лиги (1508—1516)

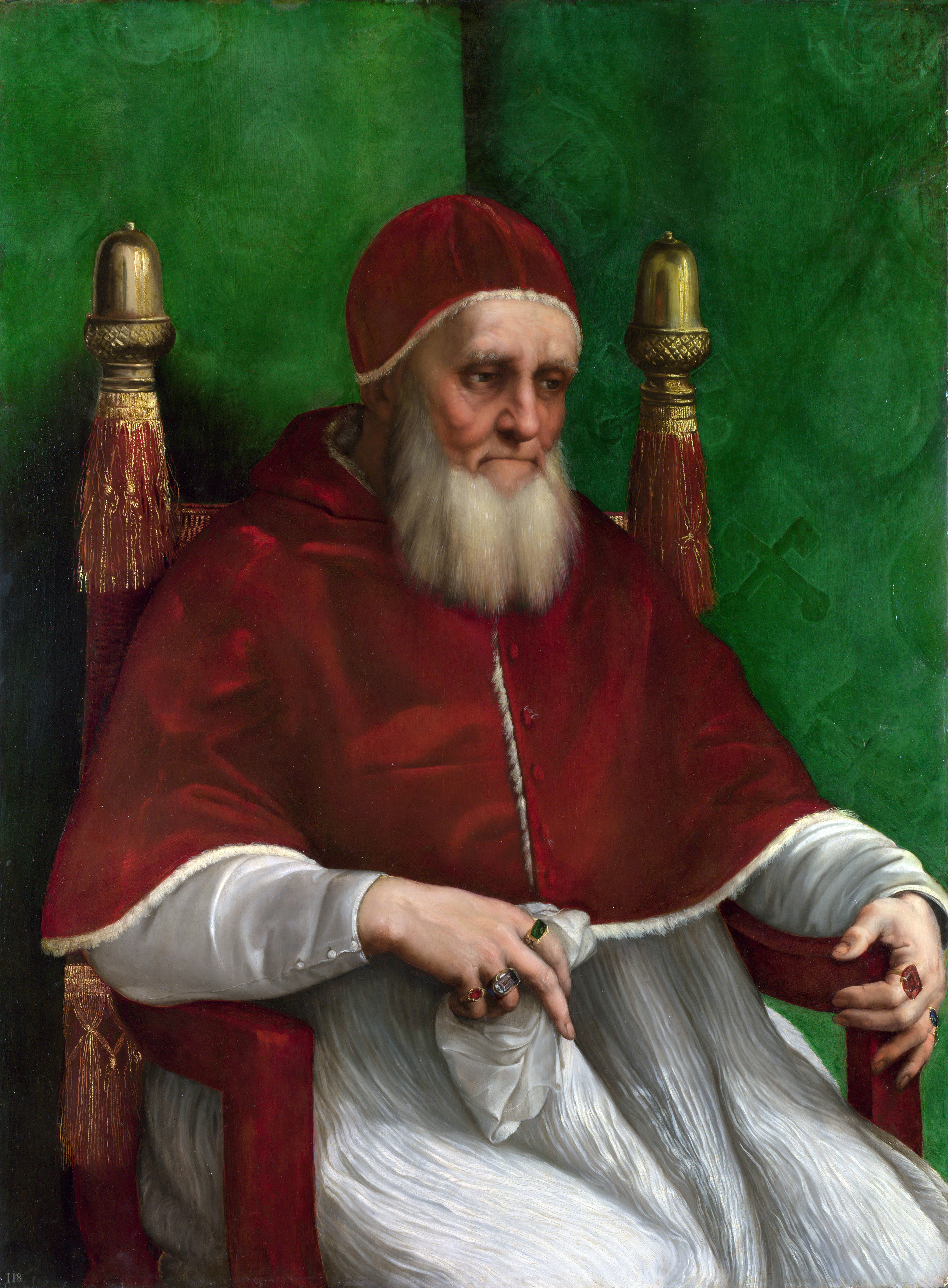
Папа Юлий II. Портрет работы Рафаэля, 1511—1512

Вступив на Святой Престол в 1503 году папа Юлий II развернул программу создания в Средней Италии сильного Папского государства, способного противостоять иностранным державам. Изгнав Чезаре Борджиа, Юлий II присоединил его владения, однако Римини и Фаэнца были захвачены Венецией, которая стала главным препятствием для расширения папской власти в Средней Италии. В то же время обострились отношения Венеции с императором Максимилианом I, который решил короноваться в Риме, но не был пропущен войсками республики. В 1508 году имперская армия попыталась вторгнуться на территорию Венеции, но была отбита, а венецианцы оккупировали Риеку и Триест. Усиление Венеции сплотило против неё европейские государства: в 1508 году была сформирована антивенецианская Камбрейская лига, в которую вошли папа Юлий II, император Максимилиан I, король Арагона Фердинанд II и король Франции Людовик XII.
В 1509 году испанские войска захватили венецианские порты в Апулии, армия папы вторглась в венецианскую Романью и заняла Равенну, Венгрия атаковала Далмацию. Одновременно войска императора захватили Роверето и Верону, а французская армия разгромила венецианцев в битве при Аньяделло. Венецианская республика оказалась под угрозой полного уничтожения. Однако успехи дипломатии Венеции и разногласия в стане союзников, обеспокоенных усилением французского влияния в Северной Италии, переломили ситуацию. Ценой уступки Равенны и Романьи республика в 1510 году добилась заключения сепаратного мира с папой, а отказавшись от апулийских портов — с Испанией. Имперские войска были отбиты. Тем не менее, французы оккупировали Романью, несмотря на сопротивление венецианско-папских отрядов.
В 1511 году папе удалось сформировать новый союз, на этот раз против Франции. В состав «Священной лиги», организованной Юлием II, вошли Венеция, Испания, Англия, а чуть позднее — и император Максимилиан I. Хотя первоначально удача сопутствовала французам, которые под командованием Гастона де Фуа захватили Брешию и разбили испанцев в битве при Равенне, в 1512 году перевес начал склоняться на сторону союзников. В Ломбардию вторглась нанятая на папские деньги армия швейцарцев, которая заняла Милан и восстановила на престоле герцога Массимилиано Сфорца, превратив Миланское герцогство в протекторат Швейцарии. Папско-испанские войска также перешли в наступление и отбили у французов Парму, Пьяченцу и Реджо. Попытки Франции в 1513 году отвоевать Милан провалились: в битве при Новаре войска Людовика XII были наголову разбиты швейцарцами.
Неудачи французов заставили Венецию вновь пойти на сближение с Францией и заключить в 1513 году союз с Людовиком XII. Венецианские войска захватили Фриули, но потерпели поражение от испанской армии в сражении при Ла-Мотте. На французском побережье высадились войска английского короля Генриха VIII, которые, одержав победу при Гингате, заняли Теруан. На помощь Франции пришла Шотландия, однако её армия была разбита англичанами в битве при Флоддене, а шотландский король Яков IV был убит. Однако «Священная лига» вскоре начала разваливаться. Генрих VIII в 1514 году заключил сепаратный мир с Францией, а смерть Юлия II в 1513 году оставила союзников без лидера. Новый папа Лев X не отличался воинственностью и склонялся к примирению с Францией.
В 1515 году французская армия под командованием нового короля Франции Франциска I вторглась в Италию и, опираясь на союз с Венецией, в сражении при Мариньяно разгромила швейцарские войска. Вскоре французы вошли в Милан. На встрече Франциска I и папы Льва X в Болонье было согласовано прекращение военных действий между двумя державами, причём Парма и Пьяченца должны были отойти Франции. По Нуайонскому договору 1516 года папа и король Испании Карл V признали права французского короля на Ломбардию в обмен на его отказ от претензий на Неаполь. Война завершилась в 1517 году заключением мира между Венецией и императором, в соответствии с которым республика теряла Роверето, но сохраняла Кремону. Таким образом Северная Италия оказалась поделённой между Францией и Венецией.

### Первая война Франциска I и Карла V (1521—1526)

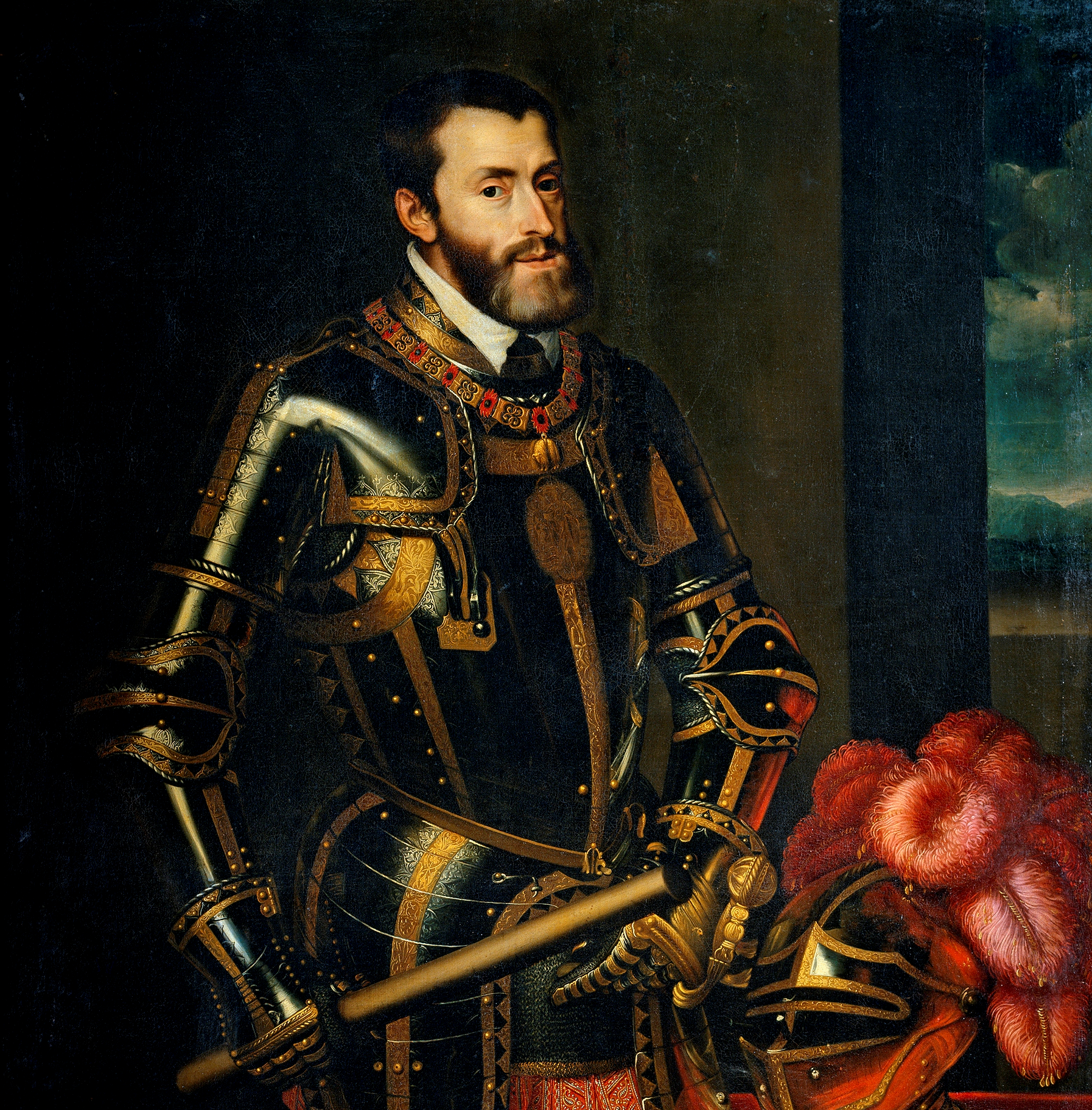
Карл V, император Священной Римской империи и король Испании

Новый этап в Итальянских войнах начался в 1519 году с восшествием испанского короля Карла I на престол Священной Римской империи под именем Карла V. Под его властью были объединены огромные владения в Европе: Германия, Нидерланды, Испания, Сицилия, Неаполь, что позволило также выдвинуть претензии на Милан и Бургундию. В то же время начавшаяся в Германии Реформация, борьбу с которой возглавил Карл V, обеспечила императору поддержку папства. В 1521 году военные действия в Италии возобновились. Испано-имперская армия неожиданно атаковала Ломбардию и захватила Милан. Французские войска были разбиты в битве при Бикокке. Папа вновь занял Парму и Пьяченцу. В 1522 году испанская армия оккупировала Геную. В следующем году Венеция заключила сепаратный мир с союзниками, уступив Градишку Австрии, а английские войска атаковали Пикардию. К концу 1524 года французские войска были полностью вытеснены из Италии, а испанский флот осадил Марсель.
В 1525 году новая крупная французская армия под командованием самого короля Франциска I перешла через Альпы, стремясь возвратить под власть Франции Ломбардию. Однако в битве при Павии французские войска были наголову разбиты испанцами, а Франциск I попал в плен. Находясь в испанском плену, король Франции был вынужден в 1526 году подписать кабальный Мадридский договор, в соответствии с которым он отказался от всех претензий на Италию и уступил Испании бывшие владения Бургундского дома — Бургундию, Артуа и Фландрию.

### Война Коньякской лиги (1526—1530)

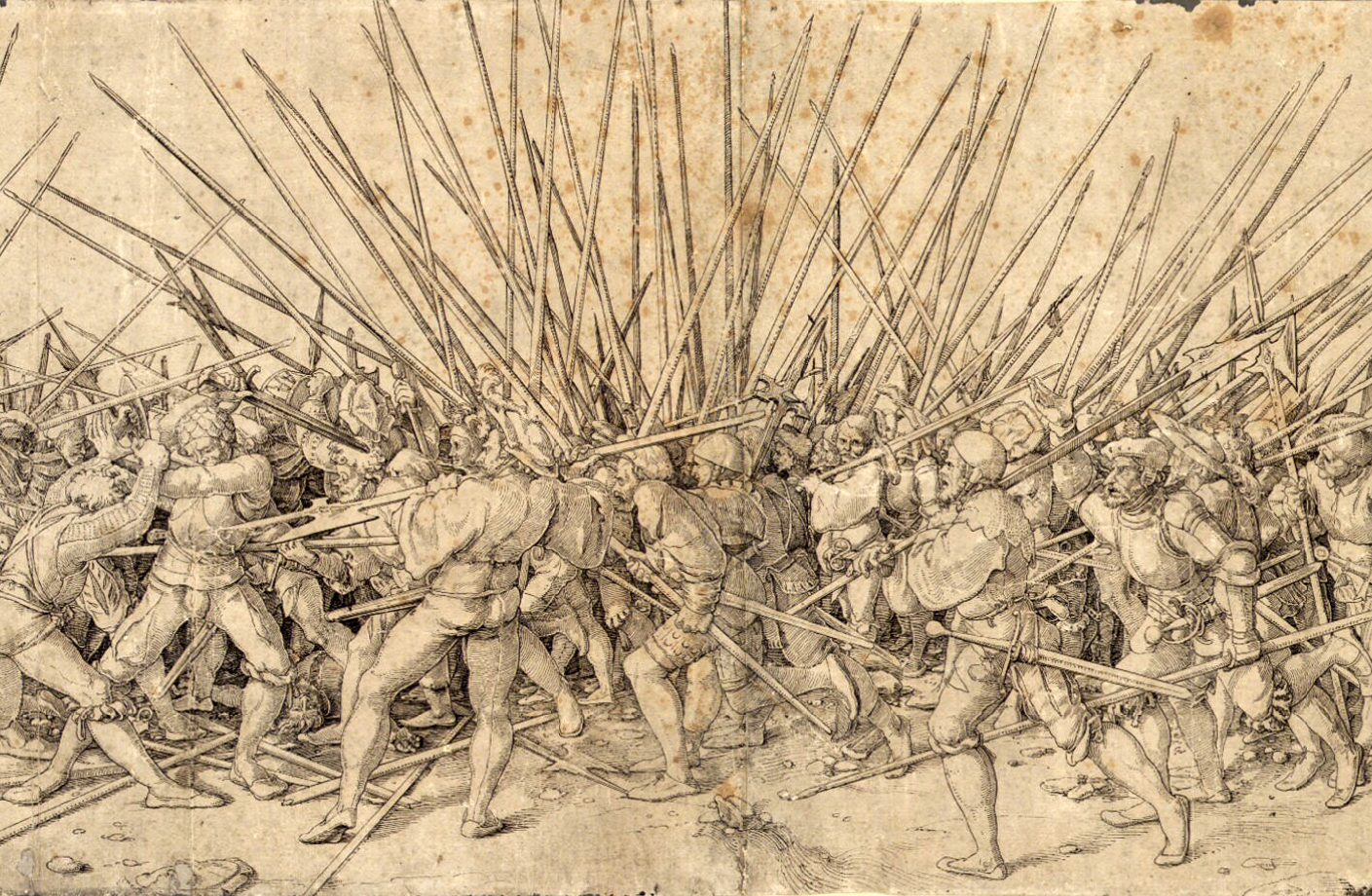
Гравюра Ганса Гольбейна-мл., изображающая свалку пикинёров (начало XVI в.)

После освобождения Франциска I из испанского плена, он объявил о недействительности условий Мадридского договора. Ему удалось привлечь на свою сторону папу Климента VII, недовольного установлением гегемонии Испании в Италии. В результате, в 1526 году была сформирована антииспанская Коньякская лига, в которую вошли Франция, Папское государство, Венеция, Флоренция и Франческо II Сфорца, герцог Миланский. Однако французский король не спешил направить свои войска в Италию. Хотя папско-венецианские войска отбили у испанцев Лоди, освободить Ломбардию им не удалось. В то же время император Карл V собрал новую армию ландскнехтов, которая двинулась в Среднюю Италию. Раздражённые отсутствием жалованья, ландскнехты 4 мая 1527 года штурмом взяли Рим и подвергли город разграблению. Взятие Рима произвело шок в Европе. Папа был заточён в замке Святого Ангела, престиж папства резко упал. Во Флоренции вспыхнуло антипапское восстание, которое изгнало Медичи и восстановило республику. Тем не менее Франциску I удалось несколько укрепить Коньякскую лигу, добившись присоединения к ней короля Англии.
В 1528 году французские войска вновь вступили в Италию. Они с боями прорвались на юг и осадили Неаполь. Однако во французском лагере началась чума, унёсшая более половины солдат и командиров, в сражении при Ландриано испанские войска одержали верх, а в Генуе разгорелся антифранцузский мятеж во главе с Андреа Дориа, который передал генуэзский флот Испании и заставил капитулировать французский гарнизон в Савоне. Франциск I был вынужден вывести войска из Италии. Вскоре между Францией и Карлом V был заключён Камбрейский мир, предусматривающий переход Артуа, Фландрии и Турне под власть Испании и закрепляющий испанскую гегемонию в Италии. Взамен император отказался от претензий на Бургундию. Папа римский также прекратил сопротивление взамен на обещание Карла V восстановить власть Медичи во Флоренции, а в 1530 году Климент VII короновал Карла императорской короной в Болонье. Военные действия продолжила лишь Флоренция, но после героической обороны в 1530 году она была вынуждена капитулировать. Флорентийская республика была упразднена, а в 1532 году Алессандро Медичи был провозглашён герцогом Флоренции.

## Завершение Итальянских войн

### Третья война Франциска I и Карла V (1536—1538)
Взятие Рима в 1527 году, успехи Реформации в Германии и разрыв с католичеством английского короля Генриха VIII сильно подорвали позиции папы римского. Он оказался в полном подчинении у императора и больше не принимал активного участия в Итальянских войнах. Начиная с 1530-х годов конфликт приобрёл характер борьбы между испанскими Габсбургами и французскими Валуа за гегемонию в Европе. Новый повод для военного столкновения возник со смертью миланского герцога Франческо II Сфорца в 1535 году. Карл V немедленно объявил Ломбардию владением испанской короны. Против этого выступил Франциск I, предъявивший ответные претензии на Милан и Савойю. В 1536 году французские войска захватили Турин и оккупировали всё Савойское герцогство, однако до Милана им дойти не удалось. В ответ Карл V атаковал Прованс и осадил Марсель. Поскольку испанцы не смогли захватить сильно укреплённый Авиньон, их продвижение вглубь французской территории остановилось. В 1538 году Франция и император заключили Ниццкое перемирие на 10 лет, сохранив гегемонию Испании в Италии, но передав Пьемонт под власть Франциска I.

### Четвёртая война Франциска I и Карла V (1542—1546)
Ниццкое перемирие оказалось недолговечным. В 1541 году испанские солдаты убили двух французов в Павии. В ответ Франциск I в 1542 году возобновил войну, захватив принадлежащие испанскому королю Люксембург и Руссильон. Одновременно Франция заключила союз с Сулейманом I, султаном Османской империи, угрожающей Габсбургам с востока. В 1543 году объединённый франко-турецкий флот захватил Ниццу, а в следующем году войска Франциска I нанесли поражение испанцам в битве при Черезоле. Однако выбить испанцев из Ломбардии вновь не удалось. Более того, на сторону Карла V перешёл английский король Генрих VIII. Английские войска высадились в северной Франции и захватили Булонь, а армия императора, заняв Суассон, начала наступление на Париж. Тем не менее разногласия между англичанами и имперцами, а также серия анти-испанских восстаний в Италии (в Генуе и Сиене) и непрекращающиеся атаки турецкого флота заставили Карла V пойти на переговоры с Францией. По миру в Крепи 1544 года статус-кво в Италии был восстановлен, хотя Англия продолжала удерживать Булонь.

### Последняя Итальянская война (1551—1559)
После смерти короля Франциска I в 1547 году на французский престол взошёл его сын Генрих II, который продолжил антигабсбургскую политику своего отца. Ему удалось в 1548 году присоединить к Франции маркизат Салуццо в Пьемонте и сблизиться с папой Юлием III, недовольным позицией императора на Тридентском соборе. В 1551 году Генрих II объявил войну Карлу V и вторгся в Лотарингию. Французские войска оккупировали практически всю Лотарингию до Рейна. В 1553 году армия Генриха II двинулась в Италию и атаковала Флорентийское герцогство. Однако в битве при Марчиано французы потерпели поражение, а в 1554 году капитулировал осаждённый испанцами французский гарнизон в Сиене. В 1556 году Карл V отрёкся от испанского престола в пользу своего сына Филиппа II и от титула императора в пользу младшего брата Фердинанда I.
Тем временем, французские войска под командованием Франсуа де Гиза вступили в Южную Италию и заняли Неаполь. Однако на северном театре боевых действий Франция потерпела поражение: в 1557 году испанская армия, поддержанная английским экспедиционным корпусом, наголову разбила французские войска в сражении при Сен-Кантене. Франсуа де Гиз был вынужден отвести войска из Италии. Хотя ответные действия французов были достаточно успешными: в 1558 году пал Кале, находившийся под властью Англии более двух веков, а вскоре французские войска вступили на территорию Испанских Нидерландов, в 1559 году общее истощение сторон заставило пойти на мирные переговоры.
Согласно Като-Камбрезийскому мирному договору, заключённому между Францией, Англией и Испанией в 1559 году, Франция отказалась от всех претензий на Италию, удержав за собой лишь Салуццо. Пьемонт и Савойя были возвращены герцогу Савойскому, Милан и Неаполитанское королевство были признаны владением Испании. Взамен Франция получила Кале, а также три лотарингских епископства: Мец, Туль и Верден. Испания сохранила Франш-Конте и Нидерланды.

## Результат
Като-Камбрезийский мир завершил Итальянские войны. Главным их результатом стало утверждение испанской гегемонии в Италии и превращение Испании в ведущую державу Европы. Франция была вынуждена довольствоваться присоединением небольших территорий, а начавшиеся вскоре Религиозные войны надолго ослабили страну. В ходе войн сильно пострадало хозяйство Италии. Закрепление испанской власти и феодальной раздробленности в условиях разорения страны привело к падению значения итальянских государств в европейской политике и смещению Италии на периферию исторического развития Европы. С другой стороны, вернувшись из Италии, испанские, французские и немецкие солдаты и офицеры принесли в свои страны идеалы Ренессанса и гуманизма, что послужило толчком к бурному развитию культуры Возрождения к северу от Альп.